# Липтовска-Мара
Липтовска-Мара (словац. Liptovská Mara) — водохранилище в северной Словакии, на реке Ваг, рядом с городом Липтовски-Микулаш в Жилинском крае.
Водохранилище сооружено в 1965—1975 годах. Имеет площадь 27 км², максимальная глубина 45 м. По объёму задержанной воды (360 млн м³) является самым крупным резервуаром в Словакии. Во время строительства было затоплено девять деревень, а также перенесены железнодорожная ветка и шоссе. Основное назначение плотины — борьба с наводнениями и производство электроэнергии. Мощность электростанции — 198 Мегаватт. Плотина имеет высоту 45 метров, это вторая по высоте плотина в Словакии.
Липтовска-Мара активно используется для отдыха: лодки, водные велосипеды, сёрфинг, скутеры, купание, гольф, а в последнее время — экстремальные виды спорта.

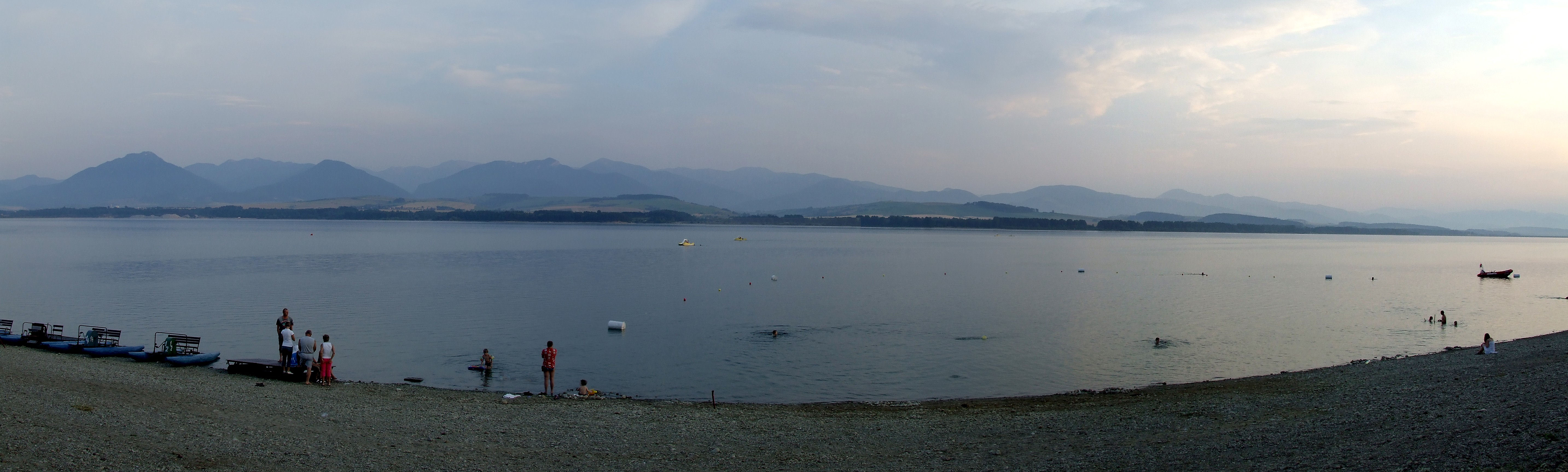
Липтовска-Мара